# Matt Morgan (baloncestista)
Matthew Garnell "Matt" Morgan (Concord, Carolina del Norte, 7 de noviembre de 1997) es un baloncestista estadounidense que pertenece a la plantilla del Virtus Bologna de la Lega Basket Serie A. Con 1,93 metros de estatura, juega en la posición de base. 

## Trayectoria deportiva

### Universidad
Jugó cuatro temporadas con los Big Red de la Universidad Cornell, en las que promedió 20,5 puntos, 4,2 rebotes, 2,6 asistencias y 1,1 robos de balón por partido. En sus dos primeras temporadas fue incluido en el segundo mejor quinteto de la Ivy League, mientras que en las dos últimas lo fue en el primero. Morgan terminó su carrera en Cornell con 2333 puntos, convirtiéndose en el segundo máximo anotador de todos los tiempos de la Ivy League, solo por detrás de Bill Bradley.

### Profesional
Tras no ser elegido en el Draft de la NBA de 2019, disputó con los Toronto Raptors las ligas de verano de la NBA, equipo con el que firmó el 17 de octubre de 2019, siendo despedido tres días después. Se unió posteriormente a los Raptors 905, el equipo filial de Toronto en la G League, con los que disputó dos temporadas, donde promedió 8,0 puntos y 2,3 asistencias por encuentro.
El 20 de agosto de 2021 firmó con el Konyaspor de la TBL, la segunda división turca. Allí jugó una temporada como titular, en la que promedió 21,6 puntos, 5,3 asistencias y 4,5 rebotes por partido.
El 21 de junio de 2022 firmó con el Le Mans Sarthe Basket Pro A francesa.
El 20 de julio de 2023 firmó con los London Lions de la British Basketball League.